# Chunksaah Records
Chunksaah Records is een onafhankelijk platenlabel uit Asbury Park, New Jersey dat is opgericht in 1993 door de punkband The Bouncing Souls. Het label was in het begin alleen bedoeld voor het uitgeven van de muziek van The Bouncing Souls zelf, maar dit veranderde later.
Alhoewel het label veel nieuw materiaal uitgeeft, zijn er ook veel albums oorspronkelijk van andere labels die Chunksaah opnieuw uitgeeft op een verschillende drager. Voorbeeld: het album The Gold Record van The Bouncing Souls werd oorspronkelijk uitgegeven op cd door Epitaph Records, maar werd door Chunksaah op vinyl uitgebracht.
De naam van het label zou afgeleid zijn van de manier waarop Timmy Chunks, een vriend van de bandleden van The Bouncing Souls, bepaalde woorden uitspreekt.
Het label richt zich vooral op punkmuziek, maar ook wel op ska-punk en andere fusiegenres en subgenres. Het heeft ook een sterke DIY-visie.

## Artiesten
Een lijst van artiesten die materiaal via Chunksaah hebben uitgegeven:
- The Bouncing Souls
- Adrenalin O.D.
- The Low Budgets
- The Arsons
- Madcap
- Worthless United
- Wanted Dead
- J Church
- The Plungers
- Spanish Bombs
- The Loved Ones
- Luther
- The Mighty Mighty Bosstones

- Paint It Black
- Static Radio NJ
- Sticks and Stones
- Strike Anywhere
- Vision
- The World/Inferno Friendship Society
- Zero Zero
- Let It Burn
- The Measure S.A.
- Off with Their Heads
- The Great Explainer
- Pacer
- The Explosion